# Municipio de Robinson (Dakota del Norte)
El municipio de Robinson (en inglés: Robinson Township) es un municipio ubicado en el condado de Kidder en el estado estadounidense de Dakota del Norte. En el año 2010 tenía una población de 36 habitantes y una densidad poblacional de 0,39 personas por km².

## Geografía
El municipio de Robinson se encuentra ubicado en las coordenadas 47°6′56″N 99°47′45″O / 47.11556, -99.79583. Según la Oficina del Censo de los Estados Unidos, el municipio tiene una superficie total de 93.07 km², de la cual 89,1 km² corresponden a tierra firme y (4,27 %) 3,98 km² es agua.

## Demografía
Según el censo de 2010, había 36 personas residiendo en el municipio de Robinson. La densidad de población era de 0,39 hab./km². De los 36 habitantes, el municipio de Robinson estaba compuesto por el 100 % blancos. Del total de la población el 13,89 % eran hispanos o latinos de cualquier raza.